# Ant-Man
För filmen, se Ant-Man (film)
Ant-Man är namnet på flera fiktiva karaktärer i Marvels universum. Den första Ant-Man, Henry Pym, skapades av Stan Lee, Larry Lieber och Jack Kirby. Sedan Pym, har både Scott Lang och Eric O'Grady använt namnet Ant-Man.
En film om Ant-Man hade biopremiär sommaren 2015 med Paul Rudd och Michael Douglas i huvudrollerna som Scott Lang och Hank Pym. Den följdes upp 2018 av Ant-Man and the Wasp.